# Исирли
Исирли (на гръцки: Πλατανότοπος, Платанотопос, до 1926 година Ισερλή, Исерли) е село в Егейска Македония, Гърция, част от дем Кушница, област Източна Македония и Тракия.

## География
Селото е разположено на 240 m надморска височина в южните склонове на планината Кушница (Пангео). Северно над селото са руините на Ахатлар (Микрохори), в които е и запазеният каменен Ахатларски акведукт.

## История

### Етимология
Според Йордан Н. Иванов името е от турското hisarli, производно от hisar „крепост“ с изпадане на началното х. Местните и селищните имена от такъв характер са чести в българската топонимия.

### В Османската империя
В края на XIX век Исирли е турско село в Правищка каза на Османската империя. Към 1900 година според статистиката на Васил Кънчов („Македония. Етнография и статистика“) в Есирли живеят 125 души, всички турци.

### В Гърция
Селото попада в Гърция след Междусъюзническата война в 1913 година. През 20-те години турското му население се изселва по споразумението за обмен на население между Гърция и Турция след Лозанския мир и на негово място са заселени гърци бежанци от Източна Тракия и Понт, Турция. В 1928 година селото е изцяло бежанско с 67 семейства с 256 души. След Гражданската война (1946 - 1949) в селото се заселват жителите на Ахатлар и Чифлик.
Населението отглежда големи количества тютюн и по-малко жито.
| Име         | Име          | Ново име   | Ново име    | Описание                                           |
| ----------- | ------------ | ---------- | ----------- | -------------------------------------------------- |
| Кайлък      | Καηλίκι      | Лемос      | Λαιμός      |                                                    |
| Кирия       | Κύργια       | Палиовриси | Παλιόβρυση  | местност Ю от Платанотопос                         |
| Боз Алани   | Μπὸζ Αλάνι   | Аспротопос | ᾿Ασπρότοπος | местност Ю от Платанотопос                         |
| Боз Куру    | Μπὸζ Κουροῦ  | Ксериас    | Ξεριᾶς      | местност Ю от Платанотопос                         |
| Тогайери    | Τογάγερι     | Вурла      | Βούρλα      | местност Ю от Платанотопос                         |
| Сусам Тарла | Σουσὰμ Ταρλὰ | Валанидиес | Βαλανιδιές  | възвишение в Люти рид (358,8 m), Ю от Платанотопос |
| Пенд Бури   | Πέντ Μπουρὶ  | Камини     | Καμίνι      | възвишение в Люти рид (256 m), Ю от Платанотопос   |
| Узун дере   | Οὐζούν Ντερὲ | Потистрес  | Ποτίστρες   | река                                               |
| Енарикос    | Ζιναρίκος    | Оксиес     | Ὀξυές       | връх в Кушница (728,4 m), С от Платанотопос        |

| Година    | 1913 | 1920 | 1928 | 1940 | 1951 | 1961 | 1971 | 1981 | 1991 | 2001 | 2011 | 2021 |
| --------- | ---- | ---- | ---- | ---- | ---- | ---- | ---- | ---- | ---- | ---- | ---- | ---- |
| Население | 441  | 289  | 324  | 463  | 770  | 861  | 748  | 650  | 631  | 631  | 584  | 522  |